# Синано (посёлок)
Синано (яп. 信濃町 синано-мати) — посёлок в Японии, находящийся в уезде Камиминоти префектуры Нагано. Площадь посёлка составляет 149,27 км², население — 8641 человек (1 августа 2014), плотность населения — 57,89 чел./км².

## Географическое положение
Посёлок расположен на острове Хонсю в префектуре Нагано региона Тюбу. С ним граничат города Иияма, Нагано, Мёко и посёлок Иидзуна.
Через посёлок протекает река Секи, впадающая в Японское море; на его территории расположено озеро Нодзири.

## Население
Население посёлка составляет 8641 человек (1 августа 2014), а плотность — 57,89 чел./км². Изменение численности населения с 1980 по 2005 годы:
| 1980 | 11 857 чел. |  |
| 1985 | 11 909 чел. |  |
| 1990 | 11 552 чел. |  |
| 1995 | 11 355 чел. |  |
| 2000 | 10 391 чел. |  |
| 2005 | 9927 чел.   |  |

## Символика
Деревом посёлка считается Prunus sargentii, цветком — космея, птицей — Cettia diphone.